# Mistrzostwa Świata Juniorek w Hokeju na Lodzie 2023 (elita)
15. Mistrzostwa Świata Juniorek w Hokeju na Lodzie Elity zorganizowane zostały w szwedzkim Östersund. Rozegranie turnieju nastąpiło w dniach od 8 do 15 stycznia 2023. Po raz drugi mistrzostwa zostały rozegrane w Szwecji (poprzednio w 2011 roku), natomiast w 2021 roku turniej został odwołany z powodu pandemii COVID-19.

## Organizacja
Lodowisko
| Östersund Arena Pojemność: 2 700 |
| -------------------------------- |
|                                  |
| Szwecja – Östersund              |

W tej części mistrzostw uczestniczyło 8 najlepszych reprezentacji juniorskich na świecie. System rozgrywania meczów był inny niż w niższych dywizjach. Najpierw wszystkie drużyny uczestniczyły w fazie grupowej, podzielone na dwie grupy. Dwie pierwsze drużyny z grupy A, automatycznie awansowały do półfinału. Trzecia i czwarta drużyna z grupy A, oraz pierwsza i druga z B spotkały się w ćwierćfinale. Ekipy z miejsc 3 i 4 z grupy B walczyły między sobą o utrzymanie. Najsłabsza drużyna spadła do Dywizji I Grupy A.

## Sędziowie
IIHF wyznaczyło 10 głównych arbitrów oraz 10 liniowych. Oto lista wybranych
| Sędziowie główni: - Vanessa Anselm - Jennifer Berezowski - Sintija Čamane - Taylor Hanvelt - Ida Henriksson - Jenna Janshen - Anna Kuroda - Veronica Lovensnö - Holly Neenan - Zuzana Svobodová | Liniowi - Caroline Butt - Alexia Cheyroux - Anina Egli - Leonie Ernst - Melanie Gotsdiner - Kristina Hájková - Britt Kösters - Breana Kraut - Wang Hui - Natalia Witkowska |

## Faza grupowa

### Grupa A
Tabela
| Lp. | Zespół            | M | Pkt | Z | Zd | Pd | P | G+ | G- | +/− |
| --- | ----------------- | - | --- | - | -- | -- | - | -- | -- | --- |
| 1   | Kanada            | 3 | 9   | 3 | 0  | 0  | 0 | 15 | 3  | +12 |
| 2   | Stany Zjednoczone | 3 | 6   | 2 | 0  | 0  | 1 | 15 | 7  | +8  |
| 3   | Szwecja           | 3 | 3   | 1 | 0  | 0  | 2 | 11 | 11 | 0   |
| 4   | Finlandia         | 3 | 0   | 0 | 0  | 0  | 3 | 2  | 22 | -20 |

    = awans do półfinałów     = awans do ćwierćfinałów
Wyniki
| 8 stycznia 2023 | Stany Zjednoczone | 6:3 | Szwecja | Östersund Arena A, Östersund |

| Szczegóły      | Szczegóły | Szczegóły       | Szczegóły                                                          | Szczegóły |
| -------------- | --- | --------------- | ------------------------------------------------------------------ | --- |
| Godzina: 16:00 | A. Lindsay (PP) 06:28 S. Taber (PP) 28:03 P. Compton (EQ) 36:31 L. Digirolamo (EQ) 45:11 M. Scannell (PP) 50:33 F. McCarthy (EQ/ENG) 59:04 | (1:1, 2:1, 3:1) | 15:38 (SH) E. Rehn 34:47 (PP) M. Hallin 51:54 (EQ) L. Natt Och Dag | Widzów: 760 Sędzia główny: Jennifer Berezowski Jenna Janshen Sędziowie liniowi: Kristina Hájková Breana Kraut |
| Godzina: 16:00 | 16 min. kar |                 | 12 min. kar                                                        | Widzów: 760 Sędzia główny: Jennifer Berezowski Jenna Janshen Sędziowie liniowi: Kristina Hájková Breana Kraut |

| 8 stycznia 2023 | Kanada | 8:0 | Finlandia | Östersund Arena A, Östersund |

| Szczegóły      | Szczegóły | Szczegóły       | Szczegóły  | Szczegóły                                                                                                |
| -------------- | --- | --------------- | ---------- | --- |
| Godzina: 20:00 | C. Kraemer (EQ) 03:59 C. Kraemer (EQ) 12:13 A. Lunney (EQ) 28:32 K. Hurry (EQ/EA) 39:01 P. Grober (EQ) 39:34 A. Stonehouse (EQ) 44:00 G. Graham (EQ) 51:48 E. Caron (PP) 55:15 | (2:0, 3:0, 3:0) |            | Widzów: 338 Sędzia główny: Taylor Hanvelt Anna Kuroda Sędziowie liniowi: Caroline Butt Melanie Gotsdiner |
| Godzina: 20:00 | 8 min. kar |                 | 6 min. kar | Widzów: 338 Sędzia główny: Taylor Hanvelt Anna Kuroda Sędziowie liniowi: Caroline Butt Melanie Gotsdiner |

| 9 stycznia 2023 | Stany Zjednoczone | 8:1 | Finlandia | Östersund Arena A, Östersund |

| Szczegóły      | Szczegóły | Szczegóły       | Szczegóły              | Szczegóły |
| -------------- | --- | --------------- | ---------------------- | --- |
| Godzina: 16:00 | M. Scannell (EQ) 02:56 S. Taber (EQ) 14:13 M. Scannell (EQ) 24:11 M. Scannell (EQ) 24:48 J. Dunne (PP) 30:58 G. Kim (PP) 46:56 C. Hall (PP) 54:55 F. McCarthy (EQ) 58:19 | (2:0, 3:1, 3:0) | 23:02 (EQ) N. Pelkonen | Widzów: 182 Sędzia główny: Sintija Čamane Veronica Lovensnö Sędziowie liniowi: Alexia Cheyroux Britt Kösters |
| Godzina: 16:00 | 8 min. kar |                 | 8 min. kar             | Widzów: 182 Sędzia główny: Sintija Čamane Veronica Lovensnö Sędziowie liniowi: Alexia Cheyroux Britt Kösters |

| 9 stycznia 2023 | Szwecja | 2:4 | Kanada | Östersund Arena A, Östersund |

| Szczegóły      | Szczegóły                                      | Szczegóły       | Szczegóły                                                                            | Szczegóły                                                                                           |
| -------------- | ---------------------------------------------- | --------------- | ------------------------------------------------------------------------------------ | --------------------------------------------------------------------------------------------------- |
| Godzina: 20:00 | H. Svensson (EQ) 02:50 M. Jungåker (PP2) 39:33 | (1:1, 1:1, 0:2) | 07:36 (EQ) E. Pais 34:07 (PP) A. Law 44:58 (PP) C. Kraemer 59:45 (EQ/ENG) C. Kraemer | Widzów: 972 Sędzia główny: Vanessa Anselm Ida Henriksson Sędziowie liniowi: Anina Egli Leonie Ernst |
| Godzina: 20:00 | 12 min. kar                                    |                 | 28 min. kar                                                                          | Widzów: 972 Sędzia główny: Vanessa Anselm Ida Henriksson Sędziowie liniowi: Anina Egli Leonie Ernst |

| 11 stycznia 2023 | Finlandia | 1:6 | Szwecja | Östersund Arena A, Östersund |

| Szczegóły      | Szczegóły              | Szczegóły       | Szczegóły | Szczegóły                                                                                                |
| -------------- | ---------------------- | --------------- | --- | --- |
| Godzina: 16:00 | S. Vanhanen (EQ) 26:32 | (0:1, 1:3, 0:2) | 13:17 (EQ) E. Hellman 27:54 (EQ) S. Andersson 33:20 (EQ) H. Svensson 39:21 (EQ) M. Jungåker 40:59 (PP) H. Svensson 43:11 (EQ) S. Lindqvist | Widzów: 1125 Sędzia główny: Jenna Janshen Zuzana Svobodová Sędziowie liniowi: Wang Hui Natalia Witkowska |
| Godzina: 16:00 | 6 min. kar             |                 | 6 min. kar | Widzów: 1125 Sędzia główny: Jenna Janshen Zuzana Svobodová Sędziowie liniowi: Wang Hui Natalia Witkowska |

| 11 stycznia 2023 | Kanada | 3:1 | Stany Zjednoczone | Östersund Arena A, Östersund |

| Szczegóły      | Szczegóły                                                      | Szczegóły       | Szczegóły           | Szczegóły |
| -------------- | -------------------------------------------------------------- | --------------- | ------------------- | --- |
| Godzina: 20:00 | C. Kraemer (EQ) 32:43 E. Pais (EQ) 34:57 C. Kraemer (EQ) 43:12 | (0:0, 2:1, 1:0) | 31:15 (EQ) J. Dunne | Widzów: 337 Sędzia główny: Jennifer Berezowski Holly Neenan Sędziowie liniowi: Melanie Gotsdiner Kristina Hájková |
| Godzina: 20:00 | 8 min. kar                                                     |                 | 10 min. kar         | Widzów: 337 Sędzia główny: Jennifer Berezowski Holly Neenan Sędziowie liniowi: Melanie Gotsdiner Kristina Hájková |

### Grupa B
Tabela
| Lp. | Zespół     | M | Pkt | Z | Zd | Pd | P | G+ | G- | +/− |
| --- | ---------- | - | --- | - | -- | -- | - | -- | -- | --- |
| 1   | Czechy     | 3 | 9   | 3 | 0  | 0  | 0 | 12 | 6  | +6  |
| 2   | Słowacja   | 3 | 6   | 2 | 0  | 0  | 1 | 13 | 8  | +5  |
| 3   | Szwajcaria | 3 | 3   | 1 | 0  | 0  | 2 | 5  | 8  | -3  |
| 4   | Japonia    | 3 | 0   | 0 | 0  | 0  | 3 | 5  | 13 | -8  |

    = awans do ćwierćfinałów     = baraż o utrzymanie w elicie
Wyniki
| 8 stycznia 2023 | Czechy | 3:2 | Szwajcaria | Östersund Arena A, Östersund |

| Szczegóły      | Szczegóły                                                            | Szczegóły       | Szczegóły                                  | Szczegóły                                                                                                 |
| -------------- | -------------------------------------------------------------------- | --------------- | ------------------------------------------ | --- |
| Godzina: 12:00 | B. Narovcová (EQ) 44:04 V. Hujová (EQ) 47:02 Z. Mazancová (EQ) 58:42 | (0:2, 0:0, 3:0) | 05:36 (EQ) C. Eggli 06:44 (PP) E. Gaberell | Widzów: 179 Sędzia główny: Vanessa Anselm Veronica Lovensnö Sędziowie liniowi: Alexia Cheyroux Anina Egli |
| Godzina: 12:00 | 4 min. kar                                                           |                 | 6 min. kar                                 | Widzów: 179 Sędzia główny: Vanessa Anselm Veronica Lovensnö Sędziowie liniowi: Alexia Cheyroux Anina Egli |

| 8 stycznia 2023 | Słowacja | 6:3 | Japonia | Östersund Arena B, Östersund |

| Szczegóły      | Szczegóły | Szczegóły       | Szczegóły                                                     | Szczegóły                                                                                              |
| -------------- | --- | --------------- | ------------------------------------------------------------- | --- |
| Godzina: 14:00 | N. Lopušanová (EQ) 09:08 L. Karkošková (EQ) 19:57 Z. Dobiášová (EQ) 20:16 Z. Dobiášová (EQ) 48:22 Z. Dobiášová (EQ) 50:37 N. Lopušanová (PS) 58:11 | (2:1, 1:1, 3:1) | 14:17 (EQ) A. Numabe 29:51 (EA) N. Murakami 55:55 (EA) K. Ito | Widzów: 143 Sędzia główny: Sintija Čamane Ida Henriksson Sędziowie liniowi: Leonie Ernst Britt Kösters |
| Godzina: 14:00 | 4 min. kar |                 | 6 min. kar                                                    | Widzów: 143 Sędzia główny: Sintija Čamane Ida Henriksson Sędziowie liniowi: Leonie Ernst Britt Kösters |

| 9 stycznia 2023 | Japonia | 1:5 | Czechy | Östersund Arena A, Östersund |

| Szczegóły      | Szczegóły          | Szczegóły       | Szczegóły | Szczegóły                                                                                              |
| -------------- | ------------------ | --------------- | --- | --- |
| Godzina: 12:00 | A. Tada (EQ) 43:22 | (0:1, 0:2, 1:2) | 18:06 (PP) T. Pištěková 24:28 (EQ) T. Plosová 39:33 (EQ) L. Vocetková 44:23 (EQ) L. Velinská 59:34 (EQ) A. Šapovalivová | Widzów: 126 Sędzia główny: Holly Neenan Zuzana Svobodová Sędziowie liniowi: Wang Hui Natalia Witkowska |
| Godzina: 12:00 | 8 min. kar         |                 | 6 min. kar | Widzów: 126 Sędzia główny: Holly Neenan Zuzana Svobodová Sędziowie liniowi: Wang Hui Natalia Witkowska |

| 9 stycznia 2023 | Słowacja | 4:1 | Szwajcaria | Östersund Arena B, Östersund |

| Szczegóły      | Szczegóły                                                                                          | Szczegóły       | Szczegóły            | Szczegóły                                                                                          |
| -------------- | -------------------------------------------------------------------------------------------------- | --------------- | -------------------- | -------------------------------------------------------------------------------------------------- |
| Godzina: 18:00 | N. Lopušanová (SH) 21:53 Z. Dobiášová (EQ) 24:17 N. Lopušanová (EQ) 27:57 N. Lopušanová (EQ) 44:11 | (0:1, 3:0, 1:0) | 08:56 (EQ) A. Rossel | Widzów: 137 Sędzia główny: Jenna Janshen Anna Kuroda Sędziowie liniowi: Caroline Butt Breana Kraut |
| Godzina: 18:00 | 4 min. kar                                                                                         |                 | 31 min. kar          | Widzów: 137 Sędzia główny: Jenna Janshen Anna Kuroda Sędziowie liniowi: Caroline Butt Breana Kraut |

| 11 stycznia 2023 | Czechy | 4:3 | Słowacja | Östersund Arena A, Östersund |

| Szczegóły      | Szczegóły                                                                                     | Szczegóły       | Szczegóły                                                               | Szczegóły                                                                                            |
| -------------- | --------------------------------------------------------------------------------------------- | --------------- | ----------------------------------------------------------------------- | --- |
| Godzina: 12:00 | A. Šapovalivová (PP) 03:17 B. Juříčková (PP) 12:43 E. Hotová (EQ) 35:37 T. Plosová (PP) 51:25 | (2:1, 1:0, 1:2) | 12:28 (SH) N. Lopušanová 45:38 (PP) T. Blichová 58:34 (EQ) Z. Dobiášová | Widzów: 186 Sędzia główny: Sintija Čamane Taylor Hanvelt Sędziowie liniowi: Anina Egli Britt Kösters |
| Godzina: 12:00 | 6 min. kar                                                                                    |                 | 14 min. kar                                                             | Widzów: 186 Sędzia główny: Sintija Čamane Taylor Hanvelt Sędziowie liniowi: Anina Egli Britt Kösters |

| 11 stycznia 2023 | Szwajcaria | 2:1 | Japonia | Östersund Arena B, Östersund |

| Szczegóły      | Szczegóły                                  | Szczegóły       | Szczegóły             | Szczegóły                                                                                           |
| -------------- | ------------------------------------------ | --------------- | --------------------- | --------------------------------------------------------------------------------------------------- |
| Godzina: 18:00 | A. Bächler (EQ) 04:07 A. Rossel (EQ) 46:39 | (1:0, 0:0, 1:1) | 59:54 (EQ) H. Umemori | Widzów: 132 Sędzia główny: Vanessa Anselm Anna Kuroda Sędziowie liniowi: Caroline Butt Leonie Ernst |
| Godzina: 18:00 | 6 min. kar                                 |                 | 6 min. kar            | Widzów: 132 Sędzia główny: Vanessa Anselm Anna Kuroda Sędziowie liniowi: Caroline Butt Leonie Ernst |

## Turniej play-out
W fazie play-out w systemie do dwóch zwycięstw uczestniczyły dwie najsłabsze drużyny grupy B. Przegrany tej fazy spadł do pierwszej dywizji.
| 12 stycznia 2023 | Szwajcaria | 5:0 | Japonia | Östersund Arena B, Östersund |

| Szczegóły      | Szczegóły | Szczegóły       | Szczegóły  | Szczegóły                                                                                                   |
| -------------- | --- | --------------- | ---------- | --- |
| Godzina: 16:00 | N. Herzig (EQ) 19:06 E. Gaberell (EQ) 41:03 L. Meriguet (EA) 44:52 L. Balzer (EQ/ENG) 57:47 A. Aymon (EQ/ENG) 58:50 | (1:0, 0:0, 4:0) |            | Widzów: 171 Sędzia główny: Jennifer Berezowski Holly Neenan Sędziowie liniowi: Alexia Cheyroux Breana Kraut |
| Godzina: 16:00 | 8 min. kar |                 | 6 min. kar | Widzów: 171 Sędzia główny: Jennifer Berezowski Holly Neenan Sędziowie liniowi: Alexia Cheyroux Breana Kraut |

| 14 stycznia 2023 | Japonia | 1:2 | Szwajcaria | Östersund Arena B, Östersund |

| Szczegóły      | Szczegóły              | Szczegóły       | Szczegóły                                   | Szczegóły                                                                                   |
| -------------- | ---------------------- | --------------- | ------------------------------------------- | ------------------------------------------------------------------------------------------- |
| Godzina: 18:00 | S. Odermatt (EQ) 31:32 | (0:1, 1:0, 0:1) | 12:31 (PP) A. Bächler 51:33 (EQ) A. Bächler | Sędzia główny: Sintija Čamane Jenna Janshen Sędziowie liniowi: Alexia Cheyroux Leonie Ernst |
| Godzina: 18:00 | 8 min. kar             |                 | 8 min. kar                                  | Sędzia główny: Sintija Čamane Jenna Janshen Sędziowie liniowi: Alexia Cheyroux Leonie Ernst |

## Faza pucharowa
Ćwierćfinały
| 12 stycznia 2023 | Szwecja | 6:1 | Słowacja | Östersund Arena A, Östersund |

| Szczegóły      | Szczegóły | Szczegóły       | Szczegóły                | Szczegóły                                                                                               |
| -------------- | --- | --------------- | ------------------------ | --- |
| Godzina: 16:00 | S. Andersson (PP) 07:09 J. Raunio (PP) 12:50 I. Leijonhielm (EQ) 23:31 L. Natt Och Dag (EQ) 30:40 E. Hedqvist (EQ) 40:29 H. Svensson (EQ) 47:50 | (2:1, 2:0, 2:0) | 09:27 (PP) N. Lopušanová | Widzów: 528 Sędzia główny: Taylor Hanvelt Zuzana Svobodová Sędziowie liniowi: Kristina Hájková Wang Hui |
| Godzina: 16:00 | 6 min. kar |                 | 6 min. kar               | Widzów: 528 Sędzia główny: Taylor Hanvelt Zuzana Svobodová Sędziowie liniowi: Kristina Hájková Wang Hui |

| 12 stycznia 2023 | Finlandia | 3:2 | Czechy | Östersund Arena A, Östersund |

| Szczegóły      | Szczegóły                                                          | Szczegóły       | Szczegóły                                     | Szczegóły |
| -------------- | ------------------------------------------------------------------ | --------------- | --------------------------------------------- | --- |
| Godzina: 20:00 | P. Salonen (PP) 08:26 S. Vanhanen (EQ) 52:27 P. Salonen (PP) 54:27 | (1:0, 0:0, 2:2) | 40:44 (EQ) T. Plosová 46:07 (PP) L. Vocetková | Widzów: 228 Sędzia główny: Ida Henriksson Veronica Lovensnö Sędziowie liniowi: Melanie Gotsdiner Natalia Witkowska |
| Godzina: 20:00 | 12 min. kar                                                        |                 | 8 min. kar                                    | Widzów: 228 Sędzia główny: Ida Henriksson Veronica Lovensnö Sędziowie liniowi: Melanie Gotsdiner Natalia Witkowska |

Mecz o piąte miejsce
| 14 stycznia 2023 | Czechy | 6:3 | Słowacja | Östersund Arena A, Östersund |

| Szczegóły      | Szczegóły | Szczegóły       | Szczegóły                                                                | Szczegóły                                                                                            |
| -------------- | --- | --------------- | ------------------------------------------------------------------------ | --- |
| Godzina: 12:00 | A. Šapovalivová (EQ) 00:10 N. Brichová (EQ) 00:31 B. Prošková (EQ) 01:07 L. Vocetková (EQ) 08:47 B. Prošková (EQ) 33:01 A. Šapovalivová (PP) 51:51 | (4:0, 1:1, 1:2) | 37:34 (EQ) N. Lopušanová 54:03 (EQ) N. Lopušanová 54:23 (EQ) T. Blichová | Widzów: 146 Sędzia główny: Ida Henriksson Anna Kuroda Sędziowie liniowi: Caroline Butt Britt Kösters |
| Godzina: 12:00 | 8 min. kar |                 | 2 min. kar                                                               | Widzów: 146 Sędzia główny: Ida Henriksson Anna Kuroda Sędziowie liniowi: Caroline Butt Britt Kösters |

Półfinały
| 14 stycznia 2023 | Stany Zjednoczone | 1:2 | Szwecja | Östersund Arena A, Östersund |

| Szczegóły      | Szczegóły                | Szczegóły       | Szczegóły                                       | Szczegóły                                                                                                 |
| -------------- | ------------------------ | --------------- | ----------------------------------------------- | --- |
| Godzina: 16:00 | L. Digirolamo (EQ) 17:16 | (1:0, 0:2, 0:0) | 24:12 (PP2) M. Jungåker 26:44 (PP) A. Lindeberg | Widzów: 2122 Sędzia główny: Vanessa Anselm Holly Neenan Sędziowie liniowi: Breana Kraut Natalia Witkowska |
| Godzina: 16:00 | 18 min. kar              |                 | 12 min. kar                                     | Widzów: 2122 Sędzia główny: Vanessa Anselm Holly Neenan Sędziowie liniowi: Breana Kraut Natalia Witkowska |

| 14 stycznia 2023 | Kanada | 3:2 pd. | Finlandia | Östersund Arena A, Östersund |

| Szczegóły      | Szczegóły                                                    | Szczegóły            | Szczegóły                                    | Szczegóły |
| -------------- | ------------------------------------------------------------ | -------------------- | -------------------------------------------- | --- |
| Godzina: 20:00 | A. Stonehouse (EQ) 09:47 A. Law (EQ) 52:38 A. Law (EQ) 67:32 | (1:0, 0:1, 1:1, 1:0) | 31:56 (EQ) S. Vanhanen 40:08 (PP) P. Salonen | Widzów: 311 Sędzia główny: Veronica Lovensnö Zuzana Svobodová Sędziowie liniowi: Anina Egli Melanie Gotsdiner |
| Godzina: 20:00 | 18 min. kar                                                  |                      | 2 min. kar                                   | Widzów: 311 Sędzia główny: Veronica Lovensnö Zuzana Svobodová Sędziowie liniowi: Anina Egli Melanie Gotsdiner |

Mecz o trzecie miejsce
| 15 stycznia 2023 | Stany Zjednoczone | 5:0 | Finlandia | Östersund Arena A, Östersund |

| Szczegóły      | Szczegóły                                                                                                   | Szczegóły       | Szczegóły  | Szczegóły |
| -------------- | --- | --------------- | ---------- | --- |
| Godzina: 16:00 | J. Dunne (EQ) 17:05 S. Taber (EQ) 34:31 K. Distad (EQ) 36:24 A. Lalonde (EQ) 50:29 A. Fanale (EQ/ENG) 57:58 | (1:0, 2:0, 2:0) |            | Widzów: 678 Sędzia główny: Sintija Čamane Veronica Lovensnö Sędziowie liniowi: Melanie Gotsdiner Breana Kraut |
| Godzina: 16:00 | 4 min. kar                                                                                                  |                 | 2 min. kar | Widzów: 678 Sędzia główny: Sintija Čamane Veronica Lovensnö Sędziowie liniowi: Melanie Gotsdiner Breana Kraut |

Finał
| 15 stycznia 2023 | Kanada | 10:0 | Szwecja | Östersund Arena A, Östersund |

| Szczegóły      | Szczegóły | Szczegóły       | Szczegóły  | Szczegóły |
| -------------- | --- | --------------- | ---------- | --- |
| Godzina: 20:00 | C. Kraemer (EQ) 05:16 C. Kraemer (EQ) 05:41 A. Aubin (EQ) 09:14 P. Grober (PP) 10:01 C. Kraemer (EQ) 12:00 A. Aubin (EQ) 23:54 A. Lunney (EQ) 25:11 M. Alexander (EQ) 28:29 C. Pieckenhagen (EQ) 40:52 C. Kraemer (PP) 49:17 | (5:0, 3:0, 2:0) |            | Widzów: 2700 Sędzia główny: Jennifer Berezowski Zuzana Svobodová Sędziowie liniowi: Kristina Hájková Natalia Witkowska |
| Godzina: 20:00 | 4 min. kar |                 | 8 min. kar | Widzów: 2700 Sędzia główny: Jennifer Berezowski Zuzana Svobodová Sędziowie liniowi: Kristina Hájková Natalia Witkowska |

## Statystyki indywidualne
- Klasyfikacja strzelców:  Caitlin Kraemer: 10 goli[2]
- Klasyfikacja asystentów:  Ema Tóthová: 6 asyst[3]
- Klasyfikacja kanadyjska:  Nela Lopušanová: 12 punktów[4]
- Klasyfikacja kanadyjska obrońców:  Mira Jungåker: 5 punktów[5]
- Klasyfikacja +/−:  Emma Pais: +13[6]
- Klasyfikacja skuteczności interwencji bramkarzy:  Hannah Clark: 95,15%[7]
- Klasyfikacja średniej goli straconych na mecz bramkarzy:  Hannah Clark: 1,21[7]
- Klasyfikacja minut kar:  Alessia Bächler: 25 minut[8]

## Nagrody indywidualne
Dyrektoriat turnieju wybrał trójkę najlepszych zawodniczek, po jednej na każdej pozycji:
- Bramkarz:  Felicia Frank
- Obrońca:  Mira Jungåker
- Napastnik:  Nela Lopušanová

## Media All Stars
Dziennikarze wybrali szóstkę zawodniczek składu gwiazd turnieju:
- - Bramkarz:  Felicia Frank
  - Obrońcy:  Mira Jungåker,  Molly Jordan
  - Napastnicy:  Nela Lopušanová,  Pauliina Salonen,  Caitlin Kraemer
  - Najbardziej Wartościowy Gracz (MVP):  Nela Lopušanová

## Klasyfikacja końcowa
| Msc. | Reprezentacja     |
| ---- | ----------------- |
|      | Kanada            |
|      | Szwecja           |
|      | Stany Zjednoczone |
| 4    | Finlandia         |
| 5    | Czechy            |
| 6    | Słowacja          |
| 7    | Szwajcaria        |
| 8    | Japonia           |

| Spadek do I Dywizji Grupy A w 2023: | Japonia |
| Awans do turnieju MŚ Elity w 2023:  | Niemcy  |